# Comuni della Slovacchia
Il comune è la suddivisione amministrativa di terzo livello della Slovacchia, dopo le regioni ed i distretti.
Complessivamente il paese comprende 2.890 comuni, di cui 141 aventi il titolo di città. Da questo numero sono esclusi i quartieri in cui sono suddivise le città di Bratislava e di Košice, che hanno autonomia amministrativa a livello di comune. Contando anche questi enti il numero di enti amministrativi assimilabili ai comuni è pari a 2926.